# 檜隈寺

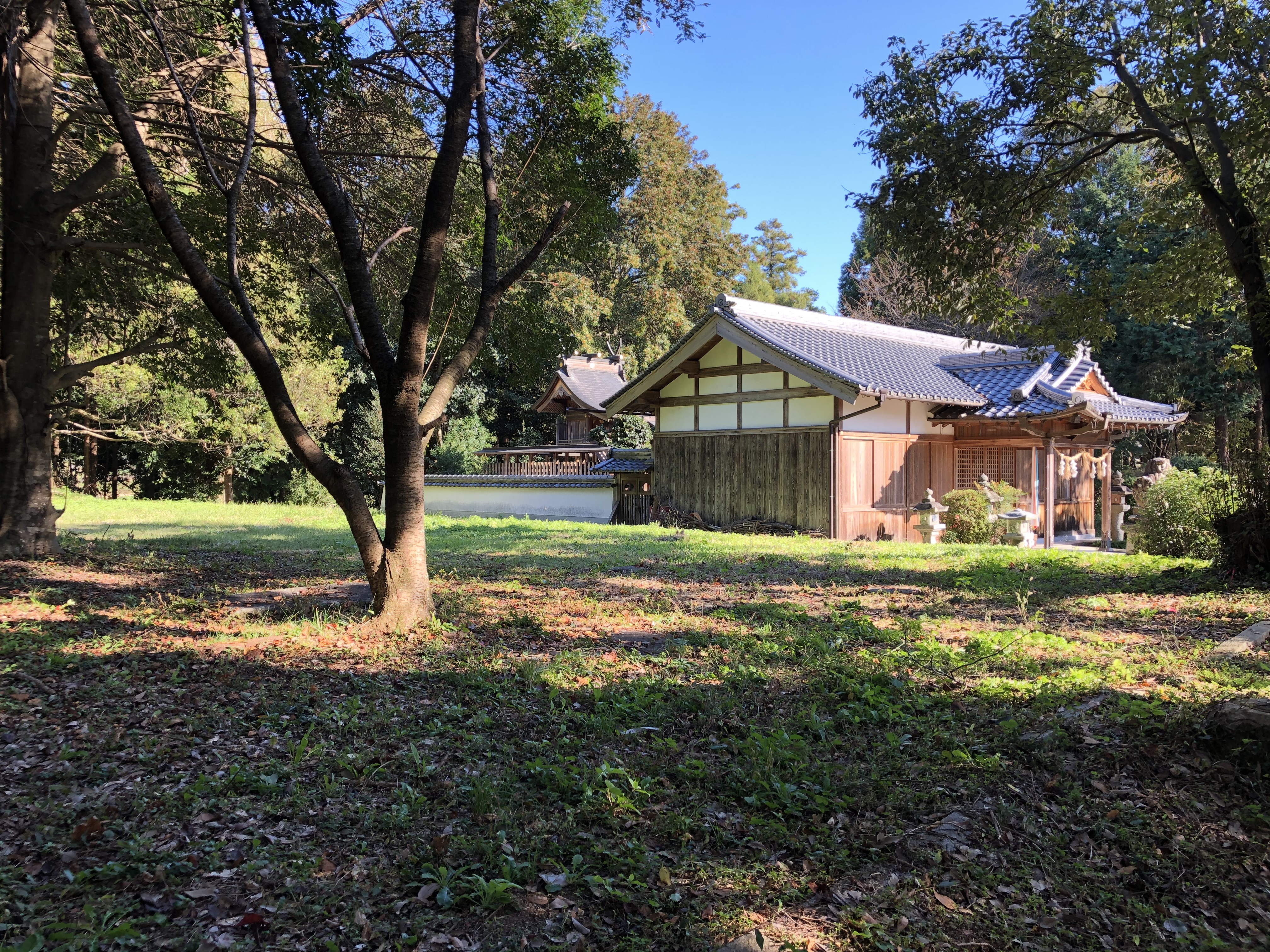
檜隈寺の講堂跡と於美阿志神社社殿

檜隈寺（ひのくまでら）は、奈良県高市郡明日香村にあった渡来系氏族、東漢氏の氏寺とされる古代寺院。7世紀後半の創建で、中世には道興寺（どうこうじ）とも称した。

## 歴史
高松塚古墳の南方、東漢氏が居住していた檜前（ひのくま）の地にある於美阿志神社の境内に檜隈寺の跡がある。『日本書紀』の朱鳥元年（686年）8月条に「檜隈寺、軽寺、大窪寺に各百戸を封ず。三十年を限る」と見えるのが文献上の初出である。『書紀』のこの記事から、当時檜隈寺が存在したことが分かるが、この寺名が正史にみえるのはこの時のみである。その後、鎮守社として隣接地に於美阿志神社が創建されたようである。
鎌倉時代の『清水寺縁起』には大和国高市郡檜前郷に「道興寺」という寺のあったことがみえ、中世には道興寺と呼ばれていたことがわかる。1908年（明治41年）に大阪府中河内郡で出土した永正10年（1513年）銘の梵鐘には「大和国高市郡檜前」「奉道興寺鐘」という文言があり、当時、道興寺が存続していたことがわかる。
本居宣長の『菅笠日記』は、彼が明和9年（1772年）に飛鳥・吉野を訪ねた時の記録であるが、宣長が訪れた当時の檜隈寺は仮の庵が残るのみで、境内には古瓦が散乱していた。その後、廃寺となったようである。

## 遺構

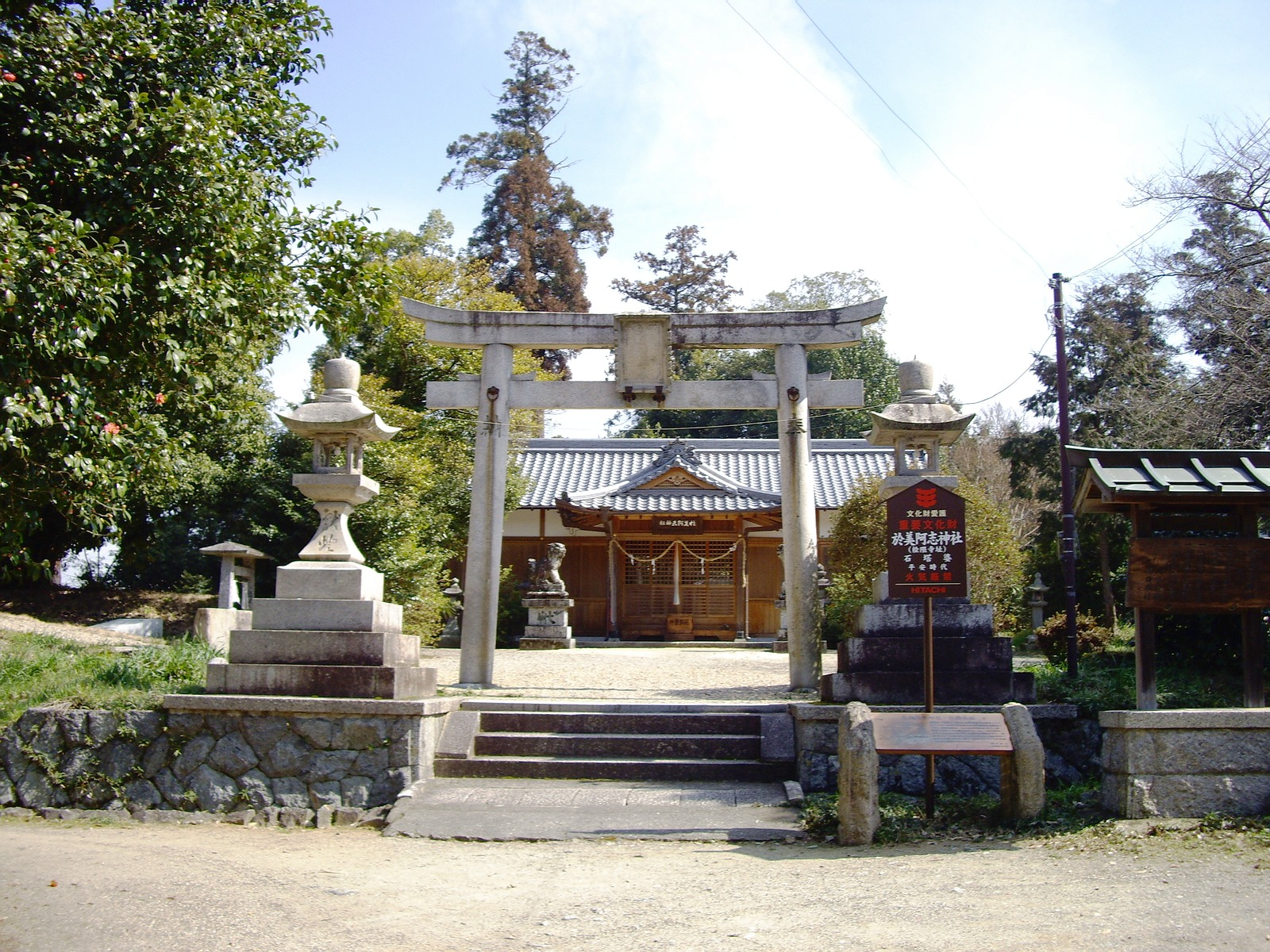
於美阿志神社

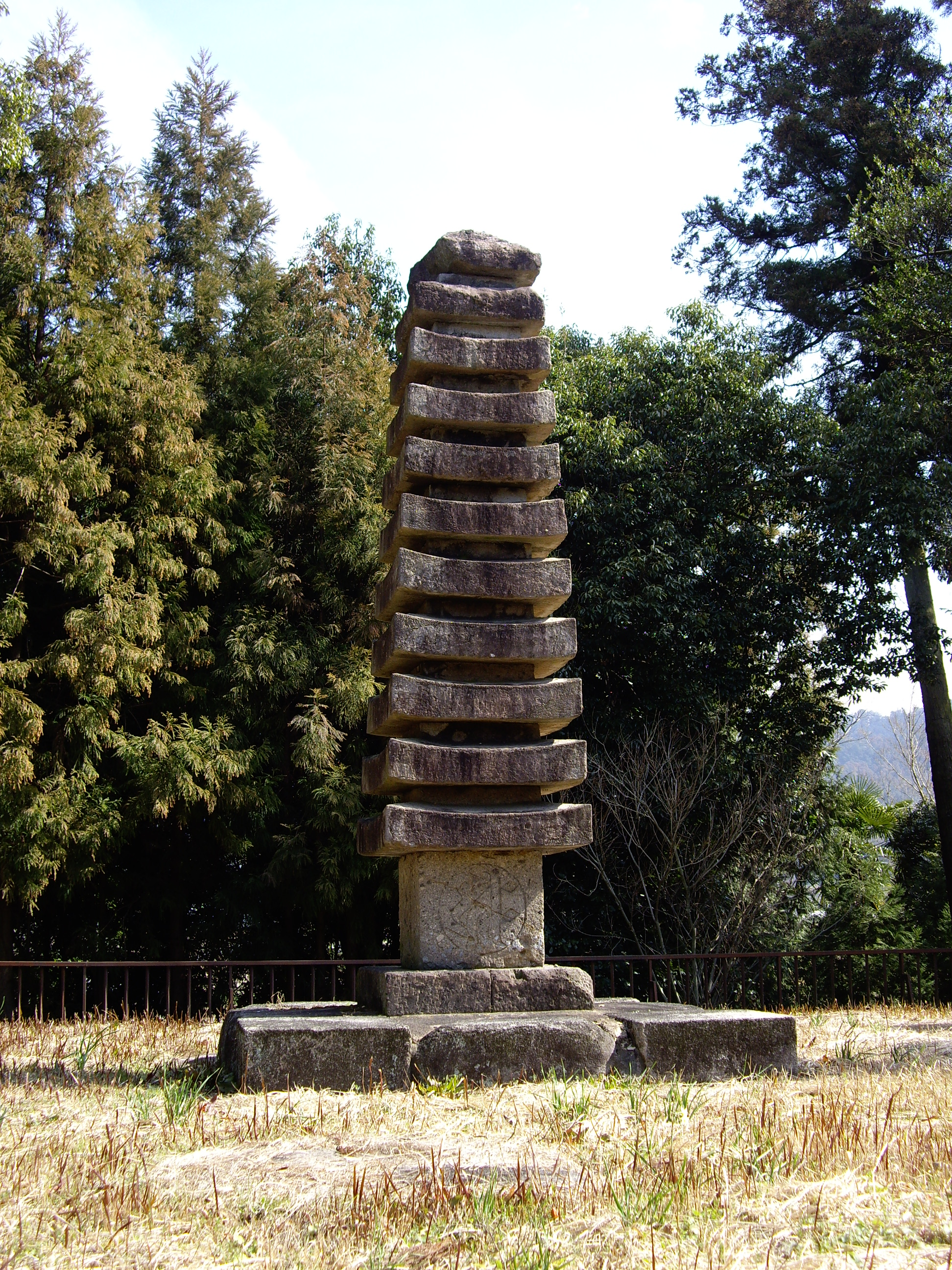
十三重石塔（重要文化財）

かつての境内には於美阿志神社が建ち、塔跡には平安時代の十一重石塔（重要文化財、上部を欠く）が建っている。なお、神社の本殿は1907年（明治40年）に現在地に移ったもので、元は現在地の西方にあった。
寺跡は1969年（昭和44年）以降、4次にわたる発掘調査が実施された。その結果、檜隈寺の伽藍配置は、中軸線が西方に振れ、塔を挟んで南に金堂、北に講堂が位置し、中門は西側に位置する特異なものであったことが分かった。塔跡の南方に位置する土壇は、発掘調査前には中門跡と考えられていたが、実際には三間四面の仏堂の跡であり、塔の西側に位置する礎石建物が、その位置や規模からみて中門であるとみられる。伽藍主要部は回廊で囲まれ、回廊の西辺に中門、南辺に金堂、北辺に講堂が位置し、回廊内の東寄りに塔が位置していた。こうした特異な伽藍配置の意味については丘陵地に位置する地形上の制約によるものと考えられている。塔跡には心礎と四天柱の礎石が4つとも残り、講堂跡には瓦積基壇が遺存するなど遺構の保存状況は良好である。
寺跡は国の史跡に指定されている。

## 参考資料
- 『日本歴史地名大系 奈良県の地名』 平凡社、1981
- 黒崎直 「中小豪族の寺 檜隈寺と坂田寺」（狩野久編 『古代を考える 古代寺院』 吉川弘文館、1999年）
- 石田由紀子他 「檜隈寺周辺の調査 第164次」（『奈良文化財研究所紀要2011』 奈良文化財研究所、2011年）